# 제레미 주커
제레미 주커(Jeremy Zucker, 1996년 3월 3일 ~ )는 미국의 싱어송라이터이다.

## 인물
1996년 3월 3일 버건군 뉴저지주에서 태어난 그는 부모님과 두 명의 형과 함께 음악가 집안에서 자랐다. 고등학교를 졸업한 후 그는 콜로라도 대학에 다니고 2018년에 분자생물학 학위를 받고 졸업했다. 자신의 음악을 제작하기 전에 그의 첫 직업은 스노보드 강사였다.

## 음반
- Beach Island (2015)
- Breathe (2015)
- Motions (2016-2017)
- idle (2017)
- stripped. (2018)
- glisten (2018)
- summer, (2018)
- brent (2019)
- brent ii (2021)